# خالد بن الفزر
خالد بن الفزر البصري، تابعي، ومُحدث، روى له أبو داود حديثًا واحدًا.

## روايته للحديث النبوي
- روى عن: أنس بن مالك.
- روى عنه: الْحَسَن بْن صالح بْن حي الهمداني.[1]
- الجرح والتعديل: سأل عباس الدوري يحيى بن معين عنه فقَالَ: «يروي عنه حسن بْن صالح، ما سمعت أحدًا يروي عنه غيره ولم أر لَهُ فيه رأيًا»، وَقَال أبو حاتم الرازي: «شيخ»، روى له أبو داود حديثًا واحدًا.[1]